# خوان ريفيرا
خوان ريفيرا (بالإنجليزية: Juan Rivera)‏ هو مغني أمريكي، ولد في القرن العشرين في الولايات المتحدة.

## وصلات خارجية
- خوان ريفيرا على موقع IMDb (الإنجليزية)
- خوان ريفيرا على موقع ميوزك برينز (الإنجليزية)